# Carlos Sastre
Carlos Sastre Candil (Madrid, 22 april 1975) is een voormalig Spaans wielrenner, beroeps van 1997 tot 2011. In 2008 won hij de Ronde van Frankrijk.

## Carrière
Sastre werd prof in 1998 bij ONCE. Hij was geen specialist in het tijdrijden, maar bleek wel erg goed te kunnen klimmen. Dat toonde hij tijdens de Ronde van Spanje van 2000, waarin hij niet alleen achtste werd, maar ook het bergklassement won. Een jaar later, tijdens zijn debuut in de Ronde van Frankrijk, werd hij twintigste. Bovendien won hij dat seizoen een etappe in de Ronde van Burgos en behaalde hij een toptienklassering in zowel de Tirreno-Adriatico als de Ronde van Aragon.

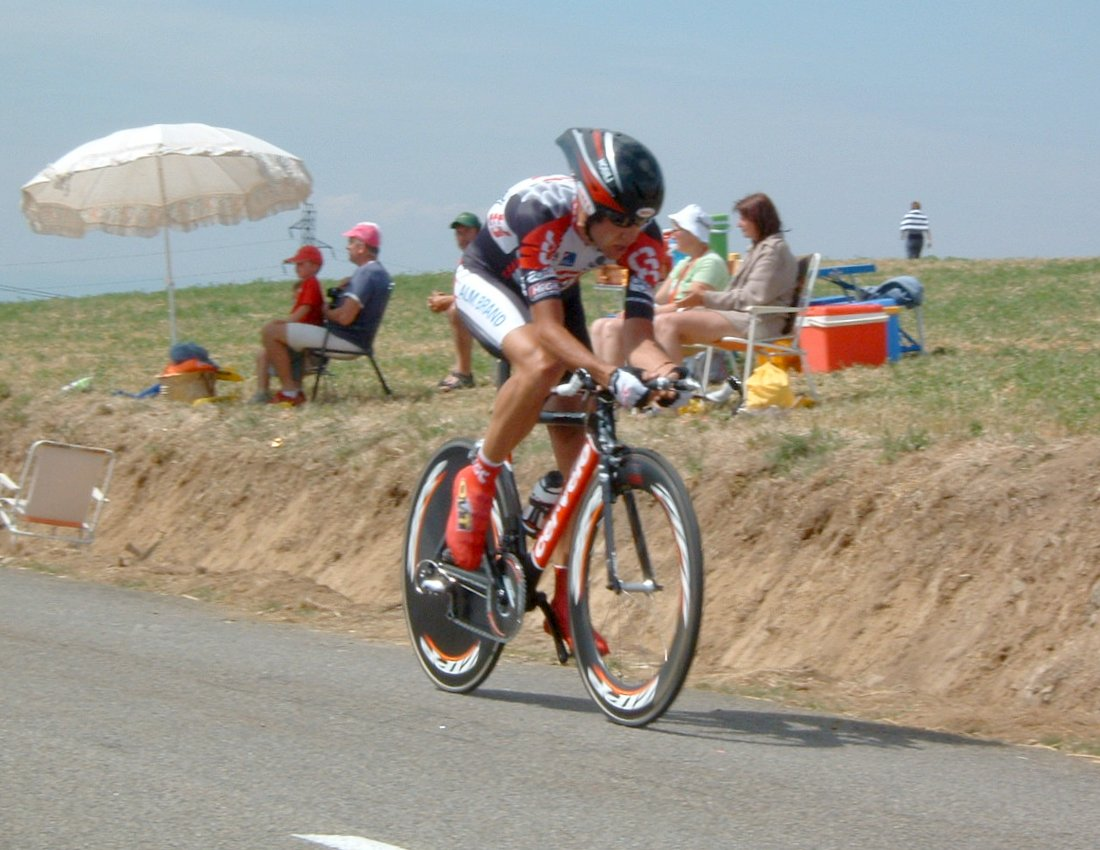
Sastre tijdens de Ronde van Frankrijk 2005

Sastre verliet ONCE aan het einde van 2001 en ging voor het Deense Team CSC rijden. Hier bevestigde hij een goed ronderenner te zijn, die weliswaar weinig won, maar zeer constant reed. Dit blijkt bijvoorbeeld uit respectievelijk een negende (2003) en een achtste plaats (2004) in de Tour en een zesde plaats in de Ronde van Spanje van 2004. In 2005 reed hij echter een mindere Tour en eindigde hij als 21e.
Bij Team CSC behaalde hij een tweetal overwinningen, waaronder een etappe in de Ronde van Frankrijk van 2003, een zware Pyreneeën-rit. Sastre kwam over de finish met een speen in zijn mond als eerbetoon aan zijn vrouw en kind.
In 2006 zou Sastre de meesterknecht van Ivan Basso in de Ronde van Frankrijk zijn, maar een dag voor de start werd Basso uit de Tour de France gehaald omdat hij werd genoemd in Operación Puerto, de dopingzaak rond de Spaanse sportarts Eufemiano Fuentes. Met het wegvallen van Basso werd Sastre de nieuwe kopman, en met succes: hij werd twee keer tweede in een bergrit en reed zelfs bijna in de leiderstrui. In de tijdrit verloor hij echter weer tijd waardoor hij vierde werd in het eindklassement. Uiteindelijk werd dit, na de schorsing van winnaar Floyd Landis, nog een podiumplek. Ook won hij, na de schorsing van Landis, met terugwerkende kracht de etappe met aankomst in Morzine.
In de Vuelta van 2006 reed Sastre eveneens sterk. Ondanks dat het al zijn derde grote ronde van het jaar was, werd hij opnieuw vierde.
In 2007 richtte Sastre zich volledig op de Ronde van Frankrijk. Hij startte als een van de favorieten voor de eindzege, maar het lukte hem niet deze rol waar te maken. In de zware bergetappes kon hij namelijk niet mee met Contador, Evans, Rasmussen en Leipheimer, terwijl hij ook in de tijdritten op hen tijd moest toegeven.
De Vuelta van 2007 werd wel een succes voor de geboren klimmer. Hij moest alleen Mensjov voor zich dulden en werd voor het eerst tweede in een grote ronde.

### Ronde van Frankrijk 2008
Ook in 2008 rijdt Sastre, volgens eigen zeggen beter voorbereid dan ooit, de Ronde van Frankrijk. Hij verschijnt als kopman van zijn CSC-ploeg aan de start, die in de bergen kan rekenen op de steun van de gebroeders Fränk en Andy Schleck. In de eerste tijdrit rondom Cholet houdt Sastre de schade op de andere favorieten beperkt: hij behaalt de 23e plaats in het algemeen klassement, op ruim een minuut van Evans. Na het wegvallen van een aantal renners boven in het klassement in de eerste bergetappe naar Super Besse staat Sastre al twaalfde op 1'34" van geletruidrager Kim Kirchen. Dan volgen de Pyreneeën, waar Sastre met de favorieten mee naar boven rijdt. Na de rit van Pau naar Hautacam staat hij zesde op 1'28" van Evans, die de gele trui verovert. Het peloton trekt verder naar de Alpen, waar Sastre opnieuw een sterke indruk maakt. In de 15e rit naar het skioord Prato Nevoso valt hij aan en zet samen met Mensjov, Kohl en Valverde geletruidrager Cadel Evans op achterstand. Zijn ploeggenoot Fränk Schleck pakt dankzij een demarrage in de slotkilometer de gele trui. Sastre staat nog steeds zesde, maar nu op minder dan één minuut van de gele trui. Na de 16e etappe stijgt hij nog twee plaatsen, omdat Christian Vande Velde en Denis Mensjov achterstand oplopen.
In de koninginnenrit van Embrun naar l'Alpe d'Huez bepaalt CSC voor het grootste deel het tempo. Aan de voet van de slotklim naar l'Alpe plaatst Sastre een splijtende demarrage. Hij krijgt Denis Mensjov mee in zijn wiel. De anderen kunnen aanvankelijk niet volgen maar komen uiteindelijk toch weer bij elkaar. Dan zet Sastre nog een keer hard aan; nu kan niemand mee. Terwijl Sastre een steeds grotere voorsprong opbouwt, zitten de andere favorieten elkaar te beloeren. Op de eindstreep heeft Sastre een voorsprong van meer dan twee minuten op de rest. Sastre pakt de gele trui en heeft 1'24" voorsprong op Fränk Schleck, 1'33" op Kohl en 1'34" op Evans. In de allesbeslissende tijdrit van Cérilly naar Saint-Amand-Montrond verdedigt Sastre zijn gele trui met verve. Evans, die met een verschil van 1'34" start, slaagt er niet in om opnieuw zijn achterstand op Sastre goed te maken; uiteindelijk pakt hij maar een halve minuut terug. Zo wint Sastre als derde opeenvolgende Spanjaard, na Pereiro Sio in 2006 en Contador in 2007, de Ronde van Frankrijk. Cadel Evans wordt opnieuw tweede en de verrassende Kohl derde. De laatstgenoemde wordt echter op 13 oktober 2008 positief bevonden op het gebruik van CERA (derde generatie epo) en dus schuift de Rus Denis Mensjov op naar de derde plaats. Bovendien wordt Kohl geschrapt als winnaar van het bergklassement, waardoor Sastre, die in dit klassement als tweede was geëindigd, naast de gele trui achteraf ook de bolletjestrui wint.

### 2009-2011
Eind 2008 ging Sastre een verbintenis aan met de nieuwe wielerploeg Cervélo. In 2009 stond hij aan de start van de Ronde van Italië en de Ronde van Frankrijk. Hij reed een meer dan behoorlijke Giro waarin hij twee etappezeges boekte op respectievelijk Monte Petrano en de Vesuvius. Hij eindigde uiteindelijk als vierde in het eindklassement, met een achterstand van 3'46" op winnaar Denis Mensjov. In de Ronde van Frankrijk verdedigde Sastre zijn Tourwinst van een jaar eerder, maar kon hij allesbehalve imponeren. Hij werd slechts 17e op 26'21" van winnaar Contador. In 2011 ging Sastre voor de nieuwe Geox-ploeg rijden. Hij reed dat jaar de Ronde van Italië en de Ronde van Spanje. In beide rondes kon hij echter geen grote rol spelen. De Ronde van Spanje werd gewonnen door zijn teamgenoot Juan José Cobo.
Op 15 september 2011 maakte Sastre bekend te stoppen met wielrennen.

## Belangrijkste resultaten
2000
- Bergklassement Ronde van Spanje

2001
- 3e etappe Ronde van Burgos

2003
- 13e etappe Ronde van Frankrijk

2005
- 1e etappe Escalada a Montjuïc

2006
- Klasika Primavera
- 17e etappe Ronde van Frankrijk

2008
- 17e etappe Ronde van Frankrijk
- Eindklassement Ronde van Frankrijk
- Winnaar Bergklassement Ronde van Frankrijk (na diskwalificatie van Bernhard Kohl)
- Criterium van Aalst
- Criterium van Quillan

2009
- 16e en 19e etappe Ronde van Italië

## Resultaten in voornaamste wedstrijden
| Jaar | Ronde van Italië | Ronde van Frankrijk | Ronde van Spanje |
| ---- | ---------------- | ------------------- | ---------------- |
| 1999 | 101e             |                     |                  |
| 2000 |                  |                     | 8e               |
| 2001 |                  | 20e                 | opgave           |
| 2002 | 38e              | 9e                  |                  |
| 2003 |                  | 9e (1)              | 35e              |
| 2004 |                  | 8e                  | 6e               |
| 2005 |                  | 21e                 | ↑                |
| 2006 | 43e              | ↑ (1)               | 4e (1)           |
| 2007 |                  | ↑                   | ↑                |
| 2008 |                  | ↑ (1)               | ↑                |
| 2009 | ↑ (2)            | 16e                 |                  |
| 2010 | 8e               | 20e                 | 7e               |
| 2011 | 30e              |                     | 20e              |

| Jaar | Milaan-San Remo | Amstel Gold Race | Luik-Bast.‑Luik | Ronde van Lombardije | Clásica San Sebastián | Waalse Pijl |  | WK op de weg |  | Wereldranglijsten |
| ---- | --------------- | ---------------- | --------------- | -------------------- | --------------------- | ----------- |  | ------------ |  | ----------------- |
| 1999 | 160e            |                  |                 |                      |                       |             |  |              |  |                   |
| 2000 |                 |                  |                 |                      |                       |             |  |              |  |                   |
| 2001 |                 |                  |                 |                      |                       |             |  |              |  |                   |
| 2002 |                 |                  |                 |                      | 77e                   |             |  |              |  |                   |
| 2003 |                 |                  | 36e             | 22e                  | 119e                  |             |  |              |  |                   |
| 2004 |                 |                  |                 |                      |                       |             |  |              |  |                   |
| 2005 |                 |                  |                 | 27e                  | 18e                   |             |  |              |  | 40e (UPT)         |
| 2006 |                 |                  | 101e            |                      | 45e                   | 90e         |  | 49e          |  | 17e (UPT)         |
| 2007 |                 |                  |                 |                      | 7e                    |             |  | opgave       |  | 12e (UPT)         |
| 2008 |                 |                  | 24e             |                      |                       | 79e         |  |              |  |                   |
| 2009 |                 | 38e              | 28e             |                      |                       |             |  |              |  | 37e (UWK)         |
| 2010 |                 |                  | 115e            |                      | ↑                     |             |  |              |  | 30e (UWK)         |
| 2011 |                 |                  |                 |                      |                       |             |  |              |  |                   |

## Trivia
- Carlos Sastre Candil is een zwager van wijlen José María Jiménez Sastre.
- In 2003 is in het Vlaamse Aalter een fanclub voor Sastre opgericht: Amigos Carlos Sastre.